# География Туркменистана
География Туркменистана (туркм. Türkmenistanyň geografiýasy) — география государства Туркменистан, расположенного в юго-западной части Средней Азии и граничащего с Казахстаном, Узбекистаном, Ираном и Афганистаном.

## Общая информация
Площадь Туркменистана составляет 491 200 км². Протяжённость границ — 4158 км, из них с Узбекистаном — 1793 км, с Ираном — 1148 км, с Афганистаном — 804 км, и с Казахстаном — 413 км.
С запада Туркменистан омывается Каспийским морем. Берег длиной в 1768 км изрезан слабо, выделяются крупные заливы Кара-Богаз-Гол, Туркменбашы (c более мелким Балханским заливом) и Туркменский залив. Заливы образуют полуострова Красноводский и Челекен.

## Рельеф
Бо́льшая часть Туркменистана имеет равнинный характер (Арало-Каспийская низменность) с понижениями рельефа в некоторых местах (Сарыкамышская впадина, Унгузская впадина). В северной и центральной части страны расположены песчаные пустыни Туранской низменности: ограниченные на северо-западе долиной Узбой Заунгузские и Центральные Каракумы, а также Юго-Восточные Каракумы.
На западе расположено пустынное Туркменбашинское плато (до 308 м), на северо-западе — окраина плато Устюрт. Вдоль юго-западной границы страны тянется хребет Копетдаг (высота до 2942 м), у восточного побережья Каспийского моря — хребет Большой Балхан (высота до 1880 м), на юге расположены предгорья Паропамиза — возвышенности Бадхыз (1267 м) и Карабиль (984 м). На востоке страны, на территории Лебапского велаята в пределах горного хребта Кёйтендаг (Кугитангтау) расположена горная вершина Айрыбаба, которая является самой высокой точкой Туркменистана и всего хребта, имея высоту 3139 метров над уровнем моря.  Самая низкая точка на территории Туркменистана — впадина Акчакая (-81 м), расположенная в Дашогузском велаяте.

## Климат
Территория Туркменистана находится в пределах субтропического климатического пояса, в континентальной Южнотуранской области. Климат большей части территории страны — резко континентальный, засушливый (за исключением прибрежной зоны и горных районов). Суммарная солнечная радиация составляет около 150–160 ккал/см² в год, сумма активных температур (выше 10 °C) — 4200–5200°, что соответствует тёплому термическому поясу. Вегетационный период продолжается от 210 до 270 дней, что позволяет выращивать позднеспелые культуры (например, длинноволокнистые сорта хлопчатника) и получать по два урожая скороспелых культур. Термические ресурсы создают хорошие условия для возделывания пшеницы, риса, джугары (из рода сорго), бахчевых, овощей, а также винограда. Значительная часть территории Туркменистана пригодна для выращивания плодоовощных и субтропических культур, в основном, в юго-западных районах страны, где произрастают маслины, гранат, инжир, хурма и другие субтропические культуры. Осень продолжается долго и отличается в целом тёплой погодой, что создаёт благоприятные условия для сбора урожая поздних культур, а также проведения ряда осенних посевных и мелиоративных работ.
В течении года выделяются четыре сезона: продолжительное (до 5 месяцев) жаркое и сухое лето, тёплая сухая осень, мягкая и и малоснежная зима, местами холодная, а также короткая влажная весна. Самый холодный месяц — январь, средняя температура его колеблется от –4,8 °C на северо-востоке (станция Кёнеургечн) до 1,6 °C на юго-востоке (Репетек) и 4,5 °C на крайнем юго-западе, на побережье Каспийского моря (Эсенгулы). В Туркменистане - зимы мягкие, это является важным климатическим фактором, позволяющим содержать домашний скот на подножном корму в течение всего года. Кроме того, в некоторые годы возможна вторичная вегетация растительности в холодный сезон: в Каракумах вероятность вегетационных зим составляет 50 %, на юго-западе — 90 %.
Зимой в Туркменистане наблюдается неустойчивость температурного режима, связанная с циклонической деятельностью. Резкие похолодания обычно связаны с прохождением холодных воздушных масс, приносимых в страну под влиянием сибирского антициклона с северо-востока. Они проникают на юг вплоть до предгорий Копетдага. Фронтальные процессы при столкновении холодного воздуха с тёплым, затекающим сюда с Иранского нагорья, способствуют образованию циклонов и выпадению зимне-весенних осадков. Зимой сюда также доходят западные и северо-западные ветры, приносящие относительно влажные воздушные массы.
Абсолютный минимальный показатель температур (–32 °C) зафиксирован в Дашогузском велаяте страны. В предгорной зоне Копетдага минимальные температуры опускались до –29 °C, а на юге побережья Каспийского моря — до –10,3 °C. Лето на равниной территории Туркменистана бывает очень жарким, при этом самые высокие температуры воздуха отмечаются в июле. Однако, на юге побережья Каспийского моря самым жарким месяцем является август. В центральной части Каракумов, а также на юго-востоке и в междуречье Мургаба и Теджена средняя температура воздуха в это время года превышает 32 °C. На побережье Каспийского моря средняя температура в июле–августе составляет 27,1–27,6 °C. Максимальные температуры в летние месяцы достигают 48–50 °C в Центральных и Юго-Восточных Каракумах, а в северной части страны, на побережье Каспийского моря и в горных районах - несколько ниже. Абсолютный максимум температуры воздуха — 50,1 °C — был зафиксирован на станции Репетек на востоке Каракумов, при этом температура песка в жаркое время достигает абсолютного максимума 80°.
На большей части территории Туркменистана выпадает сравнительно небольшое количество осадков, поэтому наблюдается резкий недостаток увлажнения: средняя годовая разность осадков и испаряемости составляет 1200–1500 мм. Большая часть осадков выпадает в зимне-весенний период (с ноября по апрель): в центральной части страны максимальное количество осадков приходится на месяцы март–апрель, а на Каспийском побережье — на декабрь и март. Наименьшее количество осадков выпадает в Заунгузских Каракумах и на севере Центральных Каракумов: здесь годовая сумма осадков составляет около 100–150 мм. К примеру, в низовьях Амударьи в г. Кёнеургчен за год выпадает не более 111 мм. Наименьшее количество дождей зафиксировано над заливом Кара-Богаз-Гол (95 мм/год). В предгорьях Копетдага и его горных долинах количество осадков довольно высокое по сравнению с остальной территорией Туркменистана и составляет до 200–300 мм в год, а в горах достигает 400 мм (станция Койне-Кесир — 398 мм/год). Снег в Туркменистане выпадает в основном с декабря по февраль. Снеговой покров неустойчив: в северных районах и горах обычно он держится несколько недель, а в пустынях образуется не всегда. К примеру, в Репетекском заповеднике, средняя мощность снежного покрова составляет 2,5 см и держится он до 8–10 дней. Роль зимне-весенних осадков имеет очень большое значение, поскольку в условиях невысоких температур они не полностью испаряются и частично просачиваются в грунт, пополняя запасы подземных вод. Весной образуются скопления воды на такырах и небольшие озерца, которые возникают в глинистых депрессиях, они используются для водопоя скота и пополнения колодцев.

## Полезные ископаемые
Недра Туркменистана содержат ценные полезные ископаемые: нефть и природный газ, сера, свинец, мирабилит, йод, бром. В стране также имеется разнообразное сырьё для отделочной промышленности: известняк, мергель, доломиты, гранит, гипс, огнеупорные глины, кварцевый песок, гравий, галечник. С природными ресурсами Каспия тесно связаны такие отрасли народного хозяйства, как нефтедобывающая и рыбная промышленность.

## Водные ресурсы

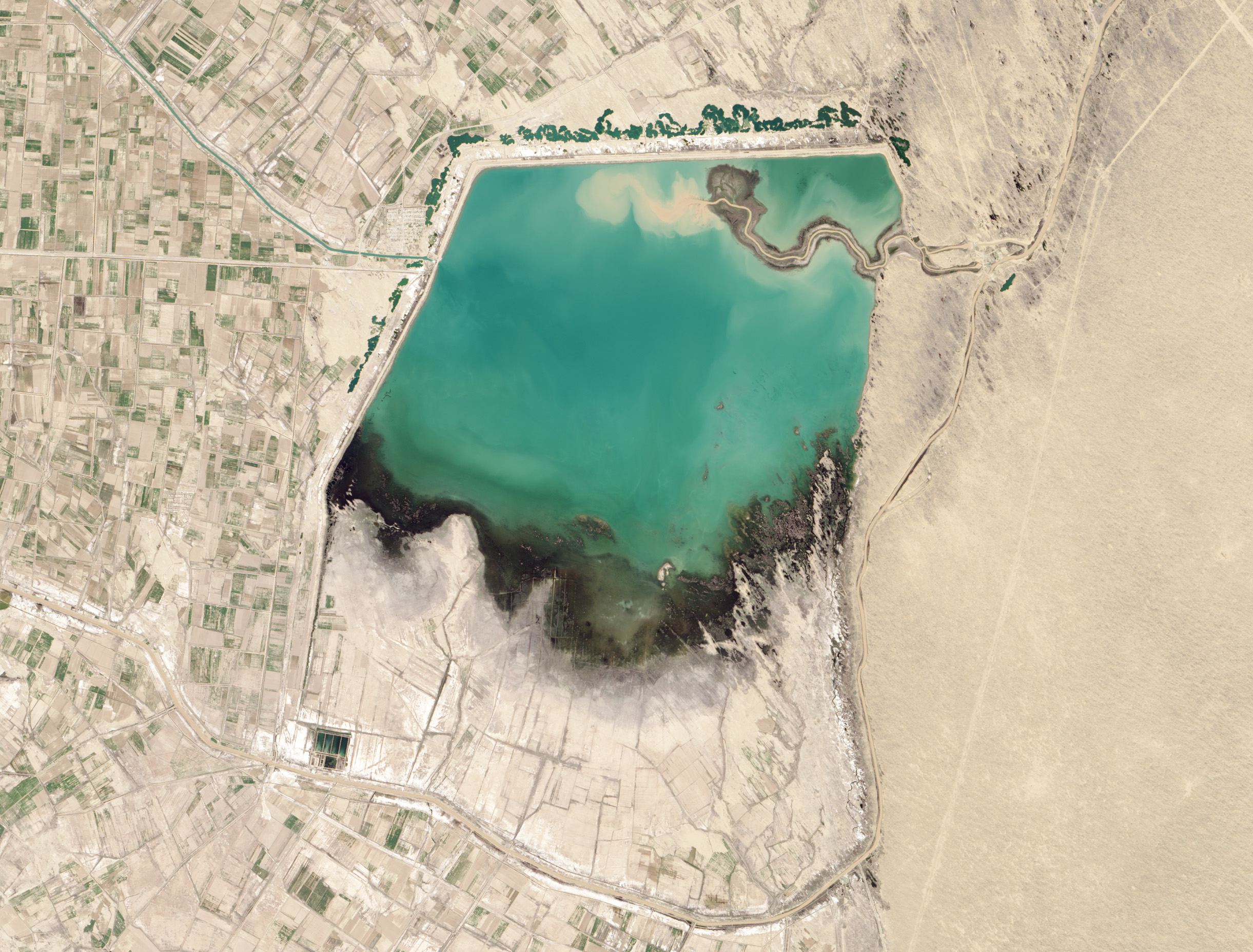
Каракумский канал и Хаузханское водохранилище, 2014 год

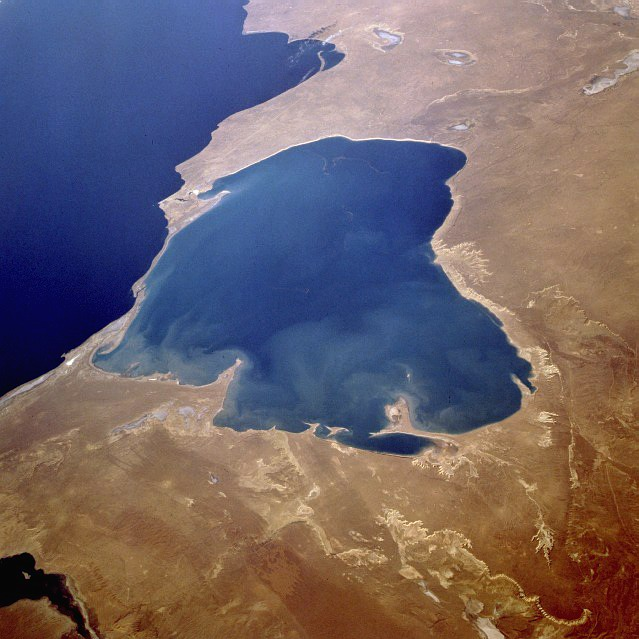
Залив Кара Богаз Гол на западе Туркменистана (снимок из космоса)

На около 80 % территории Туркменистана отсутствует постоянный поверхностный сток — реки имеются только в южных и восточных районах страны. Крупнейшая река — Амударья, протекающая в восточной части страны. Для орошения центральных районов из Амударьи отводятся воды с помощью Каракумского канала, на котором построены Зеидское, Хаузханское и Копетдагское водохранилища. На севере на территорию Туркменистана также заходит канал Шават, забирающий воды нижнего течения Амударьи на территории Узбекистана.
Другие крупные реки — Мургаб, заканчивающаяся внутренней дельтой в районе Мервского оазиса, а также Теджен, также высыхающая в Каракумах. Эти реки стекают с Иранского нагорья и недалеко от своих дельт пересекаются Каракумским каналом. В западной части страны с Копетдага стекает река Атрек.
Самое крупное озеро — Сарыкамыш, на 3/4 находящееся на территории Туркменистана. В настоящее время, ведется строительство Туркменского озера. В долине Узбоя имеется несколько небольших пресных озёр. На западе Туркменистана находится Каспийское море.